# Naometria
Naometria è un libro di profezie attribuito all'umanista svevo Simon Studion (* 1543; † 1605 circa). L'opera, di oltre duemila pagine, è stata pubblicata per la prima volta a Tubinga nel 1604. Essa è dedicata a Federico I di Württemberg.

## Trama
L'opera si occupa dello studio delle misure del tempio (naos) di Salomone. Sulla base di speculazioni numerologiche, il volume predice l'avvento del millennio, la distruzione del Papato e la prossima riunione di «un gran Concilio».

## Influenze
L'opera suscitò a suo tempo un vivace interesse in un gruppo di intellettuali che costituirono  una «società naometrica». Di essa fece parte Tobias Hess (1568-1614), medico, studioso della Bibbia e della cabala, interessatissimo a determinare la data del ritorno di Cristo. La figura più eminente del gruppo fu il teologo luterano Johann Valentin Andreä, autore dell'utopia Reipublicae christianopolitanae descriptio (1619).